# Chester, Oklahoma
Chester är en ort i Major County i delstaten Oklahoma, USA.